# 罗含
羅含（?—?），字君章，晉朝桂陽耒陽人。臨海太守羅彥曾孫，滎陽太守羅綏之子。曾任郡功曹，刺史庾亮任命其為部江夏從事。不久轉州主簿，又任征西參軍，擔任尚書郎，轉征西戶曹參軍，不久升任宜都太守、後接連擔任南郡公（桓溫）郎中令、正員郎、散騎常侍、侍中、廷尉、長沙相。後因年老退休，朝廷加封其中散大夫。羅含於七十七歲那年去世。著有《湘中山水記》（簡稱《湘中記》）三卷。後人輯錄其著作，名為《羅含集》，共三卷。

## 延伸阅读
[在维基数据编辑]
 《晉書/卷092》，出自房玄齡《晉書》